# Épineuil
Épineuil ist eine französische Gemeinde mit 515 Einwohnern (Stand 1. Januar 2022) im Département Yonne in der Region Bourgogne-Franche-Comté.

## Geographie
Épineuil liegt in der Nähe des Canal de Bourgogne, 32 Kilometer nordöstlich von Auxerre, dem Hauptort des Départements Yonne. Nachbargemeinden von Épineuil sind Junay im Westen, Molosmes und Saint-Vincent-des-Bois im Osten, Saint-Martin-sur-Armançon im Südosten und Tonnerre im Süden. Das Gemeindegebiet umfasst 621 Hektar, die mittlere Höhe beträgt 223 Meter über dem Meeresspiegel, die Mairie steht auf einer Höhe von 174 Metern.
Épineuil ist einer Klimazone des Typs Cfb (nach Köppen und Geiger) zugeordnet: Warmgemäßigtes Regenklima (C), vollfeucht (f), wärmster Monat unter 22 °C, mindestens vier Monate über 10 °C (b). Es herrscht Seeklima mit gemäßigtem Sommer.

## Geschichte
In einer Urkunde von 880 wird Épineuil Espinolium genannt.

## Sehenswürdigkeiten
Die Kirche Saint-Etienne stammt aus dem 12. Jahrhundert und wurde im 13. und 16. Jahrhundert umgebaut oder erweitert. Sie wurde 1965 in das Zusatzverzeichnis der Monuments historiques (‚historisches Denkmal‘) eingetragen. In der Kirche befinden sich eine Kanzel, und ein Priestersitz mit Baldachin aus den 1730er Jahren. Beide sind als Monument historique klassifiziert. Ebenfalls denkmalgeschützt ist ein Ölgemälde, das den Pfarrer Jean Gautier († 1767) darstellt und 1878 von Madame Coeurderoy gespendet worden ist. Des Weiteren befinden sich wertvolle Skulpturen in der Kirche, unter anderem die steinerne Statue des Heiligen Vincent von 1589 und eine Pietà aus dem Ende des 15. Jahrhunderts.

## Wirtschaft
Es gibt in Épineuil Kalkstein-Steinbrüche. Wichtige Erwerbszweige der Sinoliens sind Pilzzucht, Ackerbau, Weinbau und Imkerei. Der Wein AOC Bourgogne-Épineuil wird in der Gemeinde hergestellt.

## Gemeindepartnerschaften
- Heiligenroth im Westerwald, Deutschland

## Persönlichkeiten
- Alfred Grévin (1827–1892), französischer Bildhauer, Karikaturist und Maler.